# Terry Collins
Terry Lee Collins (ur. 27 maja 1949) – amerykański baseballista i menadżer. Podczas gry w Minor League Baseball występował głównie na pozycji łącznika.
Collins studiował na Eastern Michigan University, gdzie w latach 1968–1971 grał w drużynie uniwersyteckiej Eastern Michigan Eagles. W 1971 został wybrany w dziewiętnastej rundzie draftu przez Pittsburgh Pirates, ale występował jedynie w klubach farmerskich tego zespołu. W 1974 został oddany do Los Angeles Dodgers, gdzie także grał w zespołach rezerwowych.
W latach 1994–1999 prowadził Houston Astros i Anaheim Angels, zaś w sezonach 2007 i 2008 był menadżerem Orix Buffaloes z Nippon Professional Baseball. W listopadzie 2010 roku został menadżerem New York Mets podpisując dwuletni kontrakt, który został przedłużony o rok we wrześniu 2011. Umowę odnowiono dwa lata później.
1 października 2017, po ostatnim meczu sezonu zasadniczego, zrezygnował z funkcji menadżera New York Mets.

## Statystyki kariery menadżerskiej w MLB
Sezon zasadniczy
| Sezon              | Klub               | Liga               | Mecze | Zwycięstwa | Porażki | Proc. zw. i por. |
| ------------------ | ------------------ | ------------------ | ----- | ---------- | ------- | ---------------- |
| 1994               | Houston Astros     | NL                 | 115   | 66         | 49      | 0,574            |
| 1995               | Houston Astros     | NL                 | 144   | 76         | 68      | 0,528            |
| 1996               | Houston Astros     | NL                 | 162   | 82         | 80      | 0,506            |
| 1997               | Anaheim Angels     | AL                 | 162   | 84         | 78      | 0,519            |
| 1998               | Anaheim Angels     | AL                 | 162   | 85         | 77      | 0,525            |
| 1999               | Anaheim Angels     | AL                 | 133   | 51         | 82      | 0,383            |
| 2011               | New York Mets      | NL                 | 162   | 77         | 85      | 0,475            |
| 2012               | New York Mets      | NL                 | 162   | 74         | 88      | 0,457            |
| 2013               | New York Mets      | NL                 | 162   | 74         | 88      | 0,457            |
| 2014               | New York Mets      | NL                 | 162   | 79         | 83      | 0,488            |
| 2015               | New York Mets      | NL                 | 162   | 90         | 72      | 0,556            |
| 2016               | New York Mets      | NL                 | 162   | 87         | 75      | 0,537            |
| 2017               | New York Mets      | NL                 | 162   | 70         | 92      | 0,432            |
| Łącznie w karierze | Łącznie w karierze | Łącznie w karierze | 2012  | 995        | 1017    | 0,495            |